# Francesco Pescador
Francesco Pescador (né le 16 octobre 1914 à Farra d'Alpago, dans la province de Belluno, en Vénétie et mort le 2 mars 2008 à Massa) est un dessinateur italien de bandes dessinées.